# Miss Universe 1929 – Lisl Goldarbeiter. A Queen in Wien
Miss Universe 1929 – Lisl Goldarbeiter. A Queen in Wien ist ein Dokumentarfilm des Regisseurs Péter Forgács über Lisl Goldarbeiter, die als bisher einzige Österreicherin 1929 zur „Miss Universe“ gekürt wurde.

## Synopsis
1929 wurde die erste und bisher einzige Österreicherin zur Miss Universum gekürt: Lisl Goldarbeiter. Ihren Aufstieg zur Schönheitskönigin, ihr Leben im Wien der Zwischenkriegszeit und das Schicksal der Familie während des Nationalsozialismus wurde von ihrem gleichaltrigen Cousin Marci Tenczer mit seiner 9,5 mm Kamera dokumentiert. Beide überlebten die Kriegswirren und fanden 1949 endlich auch als Paar zueinander. Marci filmte seine Lisl, bis diese im Alter von 88 Jahren starb.
Das filmische Tagebuch Marci Tenczer ist aber nicht nur ein zeitgeschichtliches Dokument, vielmehr zieht es sich wie ein roter Faden durch ein Geflecht von Unausgesprochenem, Erahntem, von kleinen Geheimnissen, Gesten und Blicken. Liebe ist darin zu lesen und Lebensfreude, manchmal auch Zweifel und Traurigkeit. Die Magie dieses Filmes liegt aber sicher in der Gabe der zwei Protagonisten, dem Lauf der Ereignisse bis ins hohe Alter anscheinend mit Gelassenheit zu begegnen.
Miss Universe 1929 – Lisl Goldarbeiter. A Queen in Wien – besteht ausschließlich aus Archivmaterial, der Großteil des Materials stammt von Amateurfilmern.

## Biografischer Hintergrund

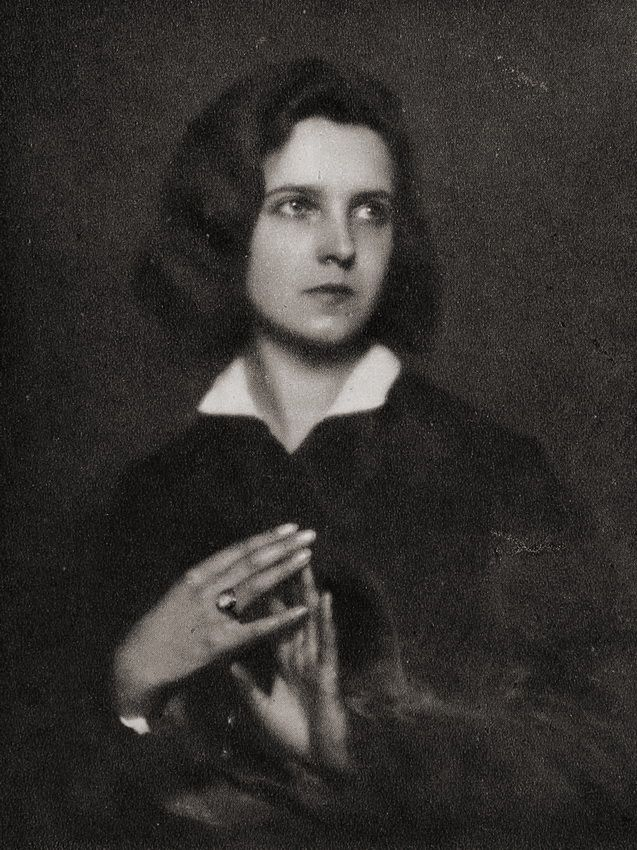
Lisl Goldarbeiter (1929)

Lisl Goldarbeiter und Marci Tenczer wurden 1909 geboren, waren Cousin und Cousine und kannten einander von frühester Kindheit an. Die Goldarbeiters lebten in Wien und gehörten zum österreichischen Zweig einer großen jüdischen Familie in Österreich-Ungarn. Die Tenczers lebten in Szeged und bildeten den ungarischen Zweig.
Marci zog 1926 zum Studium nach Wien, da das erste antisemitische Gesetz in Europa, der ungarische Numerus clausus von 1922, Jüdinnen und Juden in Ungarn den Zugang zur Universität untersagte. Marci lebte im Haus der Goldarbeiters und studierte von 1926 bis 1936 an der Technischen Universität.
Marci betete seine Cousine Lisl an. Schon kurz nach seiner Ankunft begann er, ihre Familie und Wien zu filmen. Er war sehr arm, sparte aber das Geld für sein Film-Hobby, indem er zu Fuß durch die Stadt ging, anstatt Straßenbahn zu fahren. Eine Gönnerin ermöglichte ihm den Kauf einer 9,5 mm Kamera. Marci sorgte 1929 für Lisls Eintritt in die Welt der Schönheit und machte sie damit weltberühmt.
Lisl heiratete 1930 den Krawattenfabrikanten Fritz Spielmann, der Jahre später jedoch ohne Lisl vor den Nationalsozialisten floh. Marci blieb vorerst ledig und überlebte den Krieg als russischer Zwangsarbeiter. Seine Familie wurde ermordet. Lisl und ihre Mutter, beide evangelisch, entkamen nur knapp einer KZ-Internierung und überlebten ebenfalls, während Lisls Vater und viele Angehörige im Holocaust umkamen.
1949 heirateten Lisl und Marci schließlich, durchlebten den Ungarn-Aufstand 1956 und die Verfestigung des Kommunismus in Ungarn. Lisl starb 1997, Marci 2003 – kurz nachdem er dem Filmemacher Péter Forgács alles über sein Leben und das „seiner“ Miss Universum Lisl Goldarbeiter erzählt hatte.

„In den letzten 20 Jahren habe ich entdeckt, dass alte Amateurfilme unbewusste Tagebücher des Lebens und der Geschichte sind. Diese filmischen Tagebücher erzählen uns von Dingen, die für uns nicht mehr zugänglich oder fühlbar sind, und zeigen uns auch die andere Seite der offiziellen Geschichtsschreibung. … Was mich an Amateurfilmen interessiert, ist das magische Element, das Geheimnis der Bilder. Ich würde sie nicht unschuldig nennen, sondern naiv. Mich fasziniert die Schönheit der Bilder und die Geschichte dahinter.“

## Festivals (Auswahl)
- Viennale
- FIPA, Paris
- UIDFF Ukraine
- Hot Docs Canadian International Documentary Festival, Toronto
- Tribeca Filmfestival New York
- Jeonju International Film Festival
- Documenta Madrid
- Krakow Filmfestival
- Bellaria Film Festival
- Sydney Filmfestival
- Jerusalem Int. Filmfestival
- MILL Valley Filmfestival, Kalifornien
- Leeds Filmfestival
- Filmmaker Filmfestival, Mailand
- It’s All True Festival, Brasilien

## Preise
- Focal Int. Award: „Award for Best Use of Footage in Factual Productions“
- Nominierung: FIAT/IFTA Award (Int. Federation of Television Archives), Lissabon